# 346 a.C.
Il 346 a.C. (CCCXLVI a.C. in numeri romani) è un anno  del IV secolo a.C.

## Eventi
- Filippo II di Macedonia conclude la guerra tra le città della Beozia di Focide e Tebe. I Focesi sono espulsi dalla grande Lega anfizionica e i loro voti sono trasferiti ai Macedoni.
- Roma
  - Consoli Gaio Petelio Libone Visolo II e Marco Valerio Corvo II
  - I romani sconfiggono i Volsci e radono al suolo Satrico